# Michel Aebischer
Michel Aebischer (sinh ngày 6 tháng 1 năm 1997) là một cầu thủ bóng đá người Thụy Sĩ hiện tại thi đấu ở vị trí tiền vệ cho Bologna tại Giải bóng đá vô địch quốc gia Ý.

## Sự nghiệp câu lạc bộ
Aebischer là một nhân tố trẻ từ BSC Young Boys. Anh ra mắt tại Giải bóng đá vô địch quốc gia Thụy Sĩ ngày 10 tháng 9 năm 2016 trước FC Luzern.
Anh là một phần của đội hình Young Boys giành chức vô địch tại Giải bóng đá vô địch quốc gia Thụy Sĩ 2017-18, danh hiệu đầu tiên sau 32 năm.

## Thống kê sự nghiệp

### Câu lạc bộ
Tính đến ngày 20 tháng 5 năm 2024
| Câu lạc bộ          | Mùa giải            | Giải đấu            | Giải đấu | Giải đấu | Cúp quốc gia | Cúp quốc gia | Châu lục | Châu lục | Tổng cộng | Tổng cộng |
| Câu lạc bộ          | Mùa giải            | Hạng                | Trận     | Bàn      | Trận         | Bàn          | Trận     | Bàn      | Trận      | Bàn       |
| ------------------- | ------------------- | ------------------- | -------- | -------- | ------------ | ------------ | -------- | -------- | --------- | --------- |
| Young Boys          | 2016–17             | Swiss Super League  | 14       | 1        | 1            | 0            | 2        | 0        | 17        | 1         |
| Young Boys          | 2017–18             | Swiss Super League  | 19       | 0        | 4            | 0            | 6        | 0        | 29        | 0         |
| Young Boys          | 2018–19             | Swiss Super League  | 26       | 4        | 3            | 0            | 6        | 0        | 35        | 4         |
| Young Boys          | 2019–20             | Swiss Super League  | 32       | 3        | 6            | 1            | 8        | 0        | 46        | 4         |
| Young Boys          | 2020–21             | Swiss Super League  | 27       | 2        | 1            | 0            | 11       | 0        | 39        | 2         |
| Young Boys          | 2021–22             | Swiss Super League  | 15       | 2        | 2            | 1            | 11       | 1        | 28        | 3         |
| Young Boys          | Tổng cộng           | Tổng cộng           | 133      | 12       | 17           | 2            | 44       | 1        | 194       | 15        |
| Bologna (mượn)      | 2021–22             | Serie A             | 12       | 0        | —            | —            | —        | —        | 12        | 0         |
| Bologna             | 2022–23             | Serie A             | 32       | 1        | 2            | 0            | —        | —        | 34        | 1         |
| Bologna             | 2023–24             | Serie A             | 36       | 0        | 4            | 0            | —        | —        | 40        | 0         |
| Bologna             | Tổng cộng           | Tổng cộng           | 68       | 1        | 6            | 0            | —        | —        | 74        | 1         |
| Tổng cộng sự nghiệp | Tổng cộng sự nghiệp | Tổng cộng sự nghiệp | 213      | 13       | 23           | 2            | 44       | 1        | 280       | 16        |

### Quốc tế
Tính đến ngày 6 tháng 7 năm 2024
| Đội tuyển quốc gia | Năm       | Trận | Bàn |
| ------------------ | --------- | ---- | --- |
| Thụy Sĩ            | 2019      | 1    | 0   |
| Thụy Sĩ            | 2020      | 2    | 0   |
| Thụy Sĩ            | 2021      | 4    | 0   |
| Thụy Sĩ            | 2022      | 6    | 0   |
| Thụy Sĩ            | 2023      | 3    | 0   |
| Thụy Sĩ            | 2024      | 9    | 1   |
| Tổng cộng          | Tổng cộng | 25   | 1   |

Tính đến ngày 15 tháng 6 năm 2024
Bàn thắng và kết quả của Thụy Sĩ được để trước.
| # | Ngày                | Địa điểm                          | Số trận | Đối thủ | Bàn thắng | Kết quả | Giải đấu       |
| - | ------------------- | --------------------------------- | ------- | ------- | --------- | ------- | -------------- |
| 1 | 15 tháng 6 năm 2024 | RheinEnergieStadion, Cologne, Đức | 21      | Hungary | 2–0       | 3–1     | UEFA Euro 2024 |

## Danh hiệu
Young Boys
- Giải bóng đá vô địch quốc gia Thụy Sĩ: 2017-18